# Ерудитъ
„Ерудитъ“ е български игрален филм (ретро-криминална комедия) от 2005 година на режисьора Андрей Слабаков, по сценарий на Борислав Огнянов, Маргарита Кулинска и Борислав Петров. Оператор е Георги Марков. Музиката във филма е композирана от Румен Бояджиев-син.

## Актьорски състав
- Ернестина Шинова
- Христо Гърбов – г-н Венцеслав Бенковски „вуйчо Славчо“
- Тончо Токмакчиев - г-н Карамфилъ Протичъ
- Иван Панев
- Деян Ангелов
- Андрей Баташов - Дъглас Феърбанкс
- Малин Кръстев
- Койна Русева
- Галин Стоев
- Васил Димитров - шивачът